# Барський деканат
Барський деканат — один з 8 католицьких деканатів Кам'янець-Подільської дієцезії Римо-Католицької церкви в Україні.

## Парафії

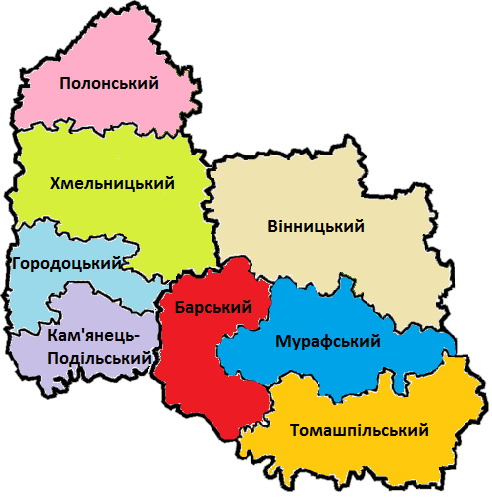
Карта деканатів Кам'янець-Подільської дієцезії

- Бар — Святої Анни
- Березівка — Святого Йосипа
- Браїлів — Пресвятої Трійці
- Вільховець — Матері Божої Неустанної Допомоги
- Вендичани — Найсвятішого Серця Господа Ісуса
- Вербовець — Святого Михайла Архангела
- Вищеольчедаїв — Божого Милосердя
- Жмеринка — Святого Олексія
- Затоки — Святого Антонія з Падуї
- Козарівка — Пресвятого Серця Господа Ісуса
- Копайгород — Зіслання Святого Духа
- Лучинець — Внебовзяття Пресвятої Діви Марії
- Мальчівці — Пресвятої Трійці
- Межирів — Внебовзяття Пресвятої Діви Марії
- Митки — Святого Йосипа
- Мовчани — Святого Войцеха
- Могилів-Подільський — Відвідин Пресвятою Дівою Марією Св. Єлисавети
- Муровані Курилівці — Матері Божої Неустанної Допомоги
- Озаринці — Воздвиження Святого Хреста
- Снітків — Непорочного Зачаття Пресвятої Діви Марії
- Сокіл — Найсвятішого Серця Господа Ісуса
- Тарасівка — Святого Йоана Непомука
- Чемериське — Святого Йоана Хрестителя
- Чернівці — Святого Миколая Єпископа
- Ялтушків — Матері Божої Святого Скапулярія